# Ali-Sattar Atakichiev
Alisattar Atakichiyev (en azéri: Əlisəttar Ələsgər oğlu Atakişiyev; né le 25 décembre 1906 et mort le 7 novembre 1990) est un cadreur, scénariste et artiste, artiste émérite d'Azerbaïdjan (1960), réalisateur de films de fiction pour enfants.

## Formation
En 1927-1931, Alisattar Atakichiyev étudie à l'École technique supérieure d'art de Moscou et en 1931-1936 à l'Institut national de cinématographie à Moscou, la faculté de cinématographie. Il tourne le premier film en couleur d'Estonie.

## Parcours professionnel
Caméraman, réalisateur et artiste Alisattar Atakishiyev reçoit le titre d'artiste émérite d'Azerbaïdjan en 1960.
Il est le directeur de la photographie des films Archin mal alan (1945) et O olsmasin, bu olsun (1956) basés sur les comédies musicales du même nom de Uz.Hadjibeyov.
Alisattar Atakishiyev est l'auteur du livre Les Aventures d'Ibrahim publié à Moscou. Il voulait créer une version d'écran de ce travail. Il est le réalisateur du film pour enfents Sehirli khalat (La robe magique)
Alisattar Atakishiyev décède dans une maison de retraite à Moscou.

## Filmographie

### Réalisateur
- 1966 : L'enquête continue (ru)

## Distinctions
- Ordre du Drapeau rouge du Travail
- Ordre de l'Insigne d'honneur